# Josep Vila i Amorós
Josep Vila i Amorós (Vinebre, Ribera d'Ebre, 1919 - Barcelona, 2011) va ser un músic català. Sota el guiatge dels mestres Joan Balcells, fundador de l'Orfeó Gracienc, i Pere Jordà va començar la seva vida musical a la secció infantil de l'Orfeó per passar més endavant al cor gran de l'entitat. El 1939 va participar en la fundació de la Coral Núria, en el si de la delegació gracienca de la Unió Excursionista de Catalunya, en fou primer sotsdirector i, més endavant, director.
Paral·lelament també va dirigir, durant més de 40 anys, la coral del Club Excursionista de Gràcia anomenada Cantaires Muntanyencs i va impulsar la creació de la coral Petits Cantaires Muntanyencs i d'un grup intermedi. Amb aquestes dues formacions corals centenars d'assaigs i de concerts arreu. També va dirigir durant molts anys quatre cors de Clavé, entre els quals el dels Pilons i el de L'As de Bastos, a Gràcia. Va fundar i dirigir la coral Verge Bruna, una veritable experiència d'integració de persones amb diferents tipus de discapacitats.
Des de 1984 va ser el principal motor de les Trobades Corals de Gràcia que es desenvolupen anualment i per les quals han passat la majoria de formacions del districte i que ha esdevingut cita obligada de les corals gracienques. El 2001 va rebre la Medalla d'Honor de Barcelona.